# 浙江省钱塘江流域中心
浙江省钱塘江流域中心，暨浙江省钱塘江管理局、浙江省河道总站，前身为清末设立的浙江塘工局、民国时期的钱塘江工程局，隶属于浙江省水利厅，负责承担浙江省全省河湖和堤防、海塘、水闸、泵站、引调水等水利工程管理与保护对工作，以及组织开展钱塘江流域各项水利工作。

## 历史沿革
1908年12月12日，清光绪年间，成立了浙江省“海塘工程总局”、“海塘巡警局”和“塘工议事会”以管钱塘江河口两岸海塘。期间，晚清浙江重要官员李辅燿出任浙江海塘工程总局局长，接手钱塘江海塘整治工作。1927年，民国政府改组海塘工程局，成立“钱塘江工程局”，办理钱江塘岸及滩治事务。
抗日战争期间，钱塘江管理局工作停顿了八年，期后于1946年8月1日成立钱塘江海塘工程局，钱塘江大桥总设计师茅以升担任局长，汪胡桢被任命为副局长。1950年，华东水利部在杭州设立“钱塘江水利工程局”，负责钱塘江流域管理。1973年4月，成立“钱塘江工程管理局”。1997年起称“浙江省钱塘江管理局”，2020年新增名称“浙江省钱塘江流域中心”。